# Elthusa emarginata
Elthusa emarginata là một loài chân đều trong họ Cymothoidae. Loài này được Bleeker miêu tả khoa học năm 1857.